# Ugandische Unihockeynationalmannschaft
Die ugandische Unihockeynationalmannschaft repräsentiert Uganda bei Länderspielen und internationalen Turnieren in der Sportart Unihockey.

## Geschichte
Die ugandische Unihockeynationalmannschaft bestritt am 23. September 2017 gegen die Nationalmannschaft Kenias das erste Länderspiel.